# پولتسیگ
پولتسیگ (به آلمانی: Pölzig) یک شهر در آلمان است که در گرایتس واقع شده‌است. پولتسیگ ۱٬۲۹۳ نفر جمعیت دارد.